# Wałerij Zubenko
Wałerij Anatolijowycz Zubenko, ukr. Валерій Анатолійович Зубенко, ros. Валерий Анатольевич Зубенко, Walerij Anatoljewicz Zubienko (ur. 23 sierpnia 1959 w Woroszyłowsku, w obwodzie ługańskim, Ukraińska SRR) – ukraiński piłkarz, grający na pozycji napastnika, trener piłkarski.

## Kariera piłkarska

### Kariera klubowa
Wychowanek Internatu Sportowego w Ługańsku. Pierwszy trener Wadym Dobyża. W 1976 rozpoczął karierę piłkarską w drużynie rezerw Zoria Woroszyłowgrad. W 1982 został powołany do wojska, gdzie służył w SKA Kijów, skąd przeszedł do Mietałłurga Lipieck. W 1983 również występował w zespole amatorskim Sokił Roweńky. W 1984 roku został piłkarzem Metałurha Zaporoże, ale doznał ciężkiej kontuzji i w 1985 był zmuszony rehabilitować się w drużynie obwodowej Nywa Swatowo. W 1986 powrócił do Zorii Woroszyłowgrad, w którym zakończył karierę piłkarza.

### Kariera reprezentacyjna
Do 1978 bronił barw juniorskiej reprezentacji ZSRR. W 1979 występował w młodzieżowej reprezentacji ZSRR na Mistrzostwach świata U-20.

## Kariera trenerska
Po zakończeniu kariery piłkarza rozpoczął pracę szkoleniowca. Od 2000 do 2001 prowadził amatorski zespół Szachtar Kreminna. Potem wyjechał na stałe do Hiszpanii, gdzie mieszka w Walencji.

## Sukcesy i odznaczenia

### Sukcesy piłkarskie
reprezentacja ZSRR
- mistrz Europy U-18: 1978
- wicemistrz świata U-20: 1979

Mietałłurg Lipieck
- mistrz 5 strefy Wtoroj ligi ZSRR: 1983

Zoria Woroszyłowgrad
- mistrz Ukraińskiej SRR: 1986
- mistrz 6 strefy Wtoroj ligi ZSRR: 1986

### Odznaczenia
- tytuł Mistrza Sportu: 1979